# Лисогірка (Смотрицька селищна громада)
Лисогі́рка — село в Україні, у Смотрицькій селищній територіальній громаді Кам'янець-Подільського району Хмельницької області.

## Географія
Подільське село Лисогірка розташоване на подільській височині в південно-західній частині України, за 40 кілометрів автошляхами від міста Кам'янець-Подільський та за 14 кілометрів від залізничної станції Балин. Неподалік село проходить автошлях територіального значення Т 2321. Через село протікає річка Двоя́тинка – права притока Смотричу. Протікає також через села Рудка, Великий Карабчіїв. За переказами, назва зумовлена різним характером течії річки: бурхливої під час паводків і спокійної в звичайні часи.

### Клімат
Лисогірка знаходяться в межах вологого континентального клімату із теплим літом. Але діяльність людини досить часто призводить до екоциду, поганих змін та глобального потепління. Рівень наповнення річок водою по області становить лише 20 % від необхідного стандарту, значна частина земної поверхні стає посушливою. Для покращення ситуації варто було б проводити ревайлдинг, відновлювати екосистеми та лісові насадження.

## Історія

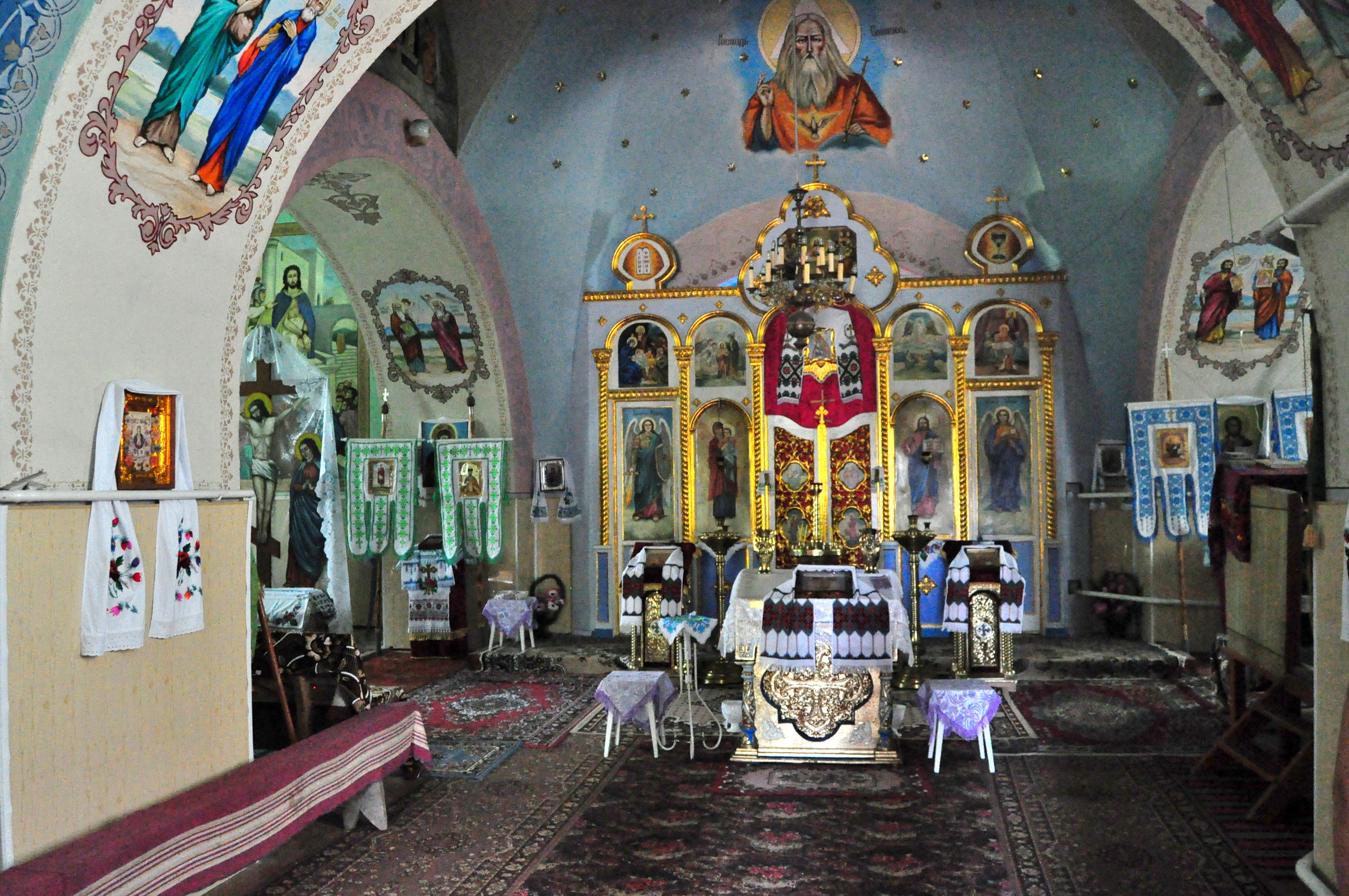
Інтер'єр церкви

У Подільських Єпархіальних Відомостях висловлюється припущення, що Лисогірка не є дуже давнім поселенням і до половини XVII століття входило до Карабчіївських земель. 
Коло 1750 була придбана Мошинським і через його доньку перейшла у володіння графів Шембеків.
Селяни були звільнені від кріпосного права в 1861 році. На честь цієї події в багатьох селах Поділля на в'їздах встановлювали пам'ятні фігури, такі збереглись в селах: Нігин, Черче. Ця традиція помаленьку відновлюється, встановлюються статуї Божої Матері чи інші фігури.
1863 року селяни втрачають можливість користуватись рідною мовою, видано таємне розпорядження — Валуєвський циркуляр, що наказував призупинити видання значної частини книг, написаних українською мовою, а згодом доповнено Емським указом.
За Географічним словником Королівства Польського (1895) село належало до округи Купин, парафії Тинна, мало 760 мешканців, у т.ч. 73 однодвірців, землі разом з землями Левади та Великого Карабчієва селянам належало 3625 десятин. В селі було 2 господарські фільварки. Церква Покрови налічувала 1051 парафіян, до церкви належало 54 десятини землі, було 111 хат, село належало графині Юзефі Шембек з Мошинських.
Внаслідок поразки Перших визвольних змагань на початку XX століття, село надовго окуповане російсько-більшовицькими загарбниками.
Радянська окупація принесла колективізацію та розкуркулення, мешканці села зазнали репресій. Багатьох частинах Поділля відбувались масові селянські повстання, проти радянської влади.
В 1932–1933 жителі села пережили Голодомор.
Роки Великого терору 1936-1937 вбито осіб різних національностей і професій, багато людей було виселлено як сім'ї «ворогів народу».
По закінченню Другої світової війни у 1946—1947 роках мешканці села вчергове пережили голод.
З 1991 року в складі незалежної України.
29 серпня 2017 року шляхом об'єднання сільських рад, село увійшло до складу Смотрицької селищної громади. Об'єднання в громаду має створити умови для формування ефективної і відповідальної місцевої влади, яка зможе забезпечити комфортне та безпечне середовище для проживання людей.
19 липня 2020 року, в результаті адміністративно-територіальної реформи та ліквідації Дунаєвецького району, село увійшло до складу Кам'янець-Подільського району.

### Церква Покрови
Свято-Покровська грекокатолицька церква збудована в 1728 році коштом місцевого отця Прокопія Березницького з допомогою парафіян. Церква була дерев'яною, з трьома куполами. Закладена смотрицьким деканом Худзинським, освячена каменецьким офіціалом Інокентієм Гимбалою. При переписах 1739 і 1748 парафіян було 80, у 1759 — 95. У 1794 середній купол впав від сильного вітру, а 1858 церква згоріла, а разом з нею ще 40 хат. В 1864 збудована однокупольна кам'яна церква Святої Покрови, головно, на кошти заможних селян Василя Радюка та Івана Кушніра.

## Населення
У 1818 тут було 280 селян.
За переписом населення України 2001 року в селі мешкало 517 осіб.
Згідно перепису 2015 року в селі мешкало 406 осіб, населення села скоротилось на 21,47 % порівняно зі 2001 роком.

### Мова
У селі поширені західноподільська говірка та південноподільська говірка, що відносяться до подільського говору, який належить до південно-західного наріччя.
100 % населення вказало своєю рідною мовою українську мову за даними перепису 2001 року.

## Відомі люди

### Народилися
- Іван Сварник — поет-байкар та видавець. Іменем Івана Сварника названа сільська школа (нині недіюча). Є вулиця (Братів Сварників)[8].

## Галерея

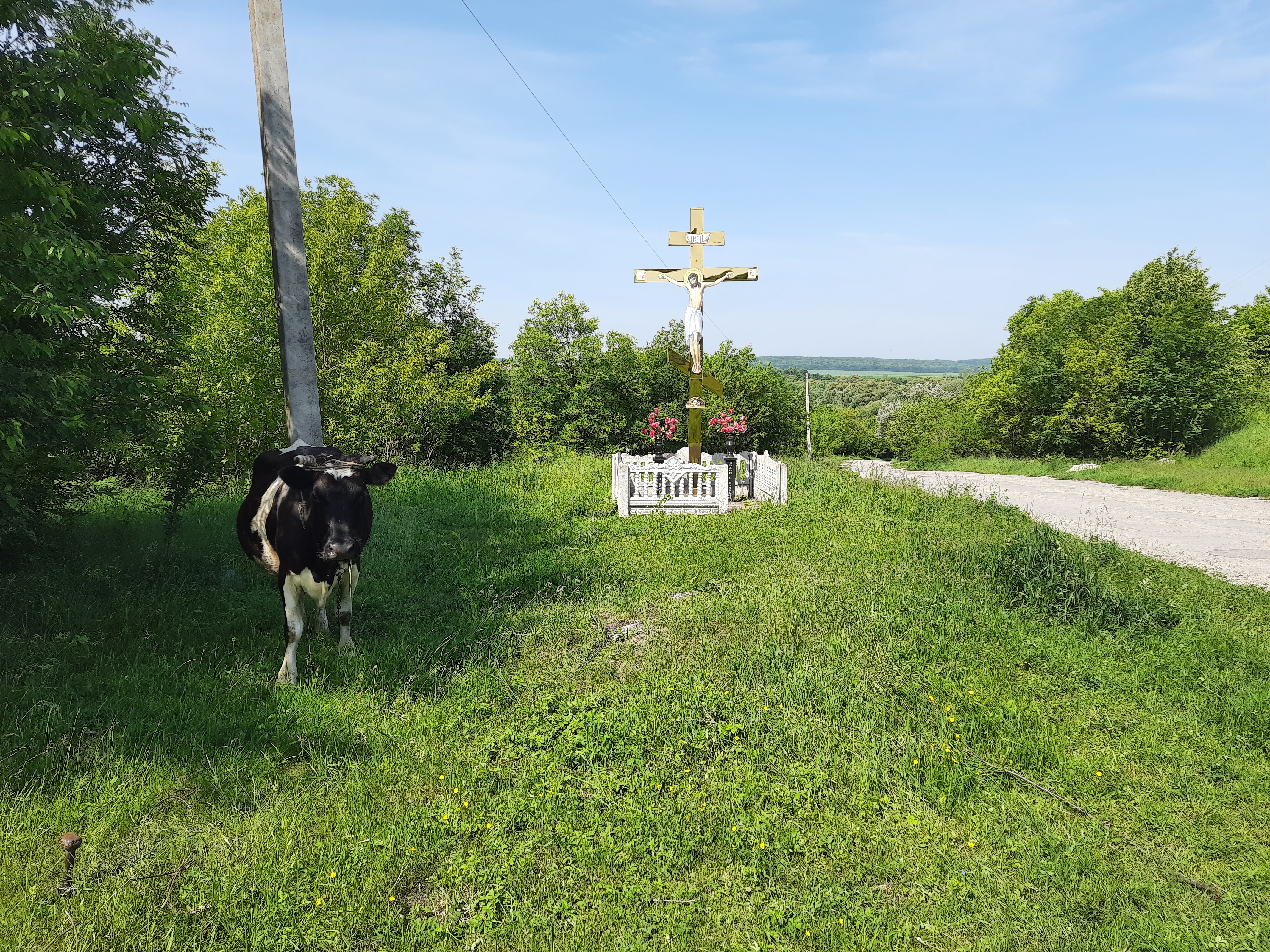
В'їзд у село
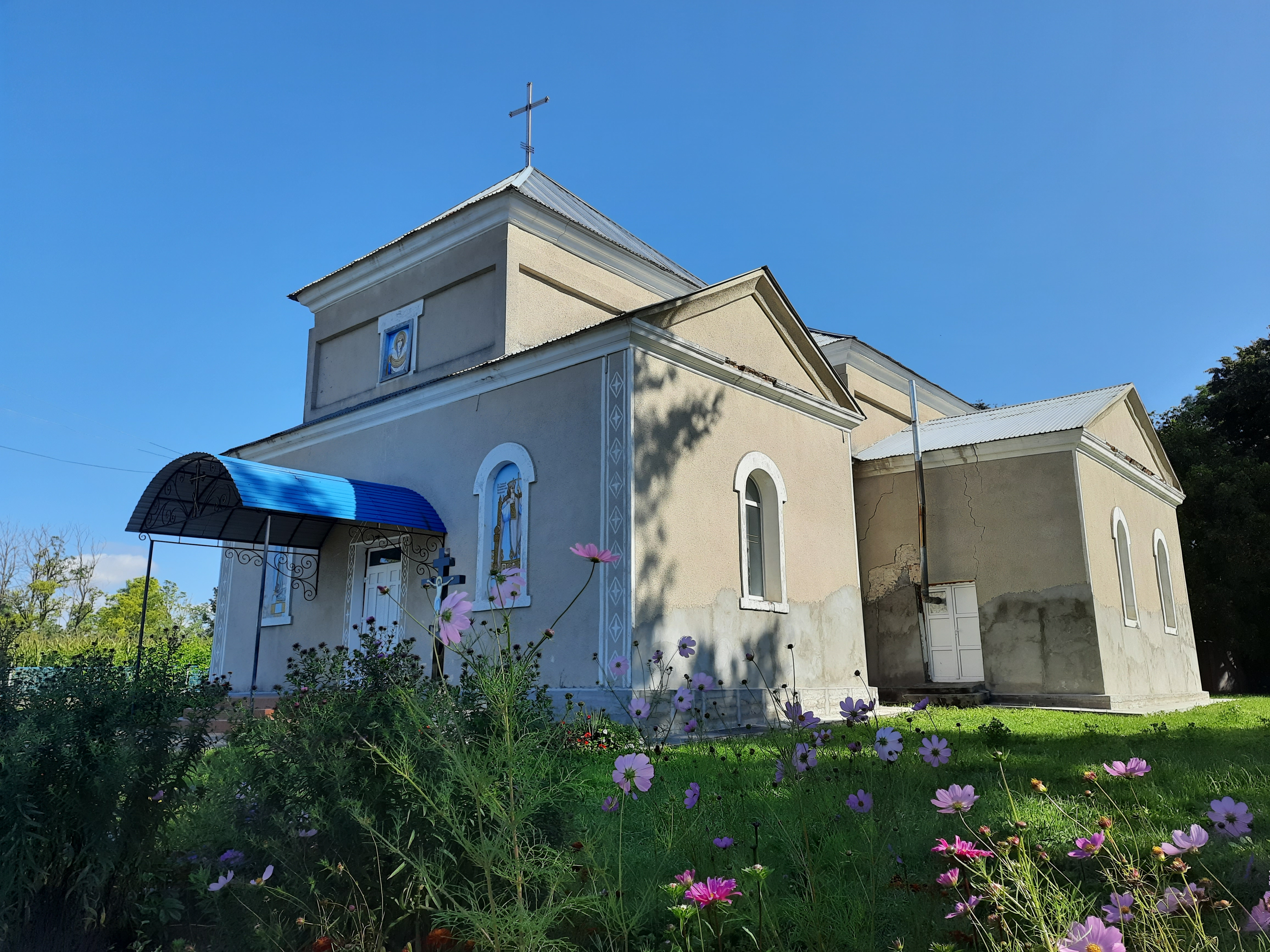
Покровська церква
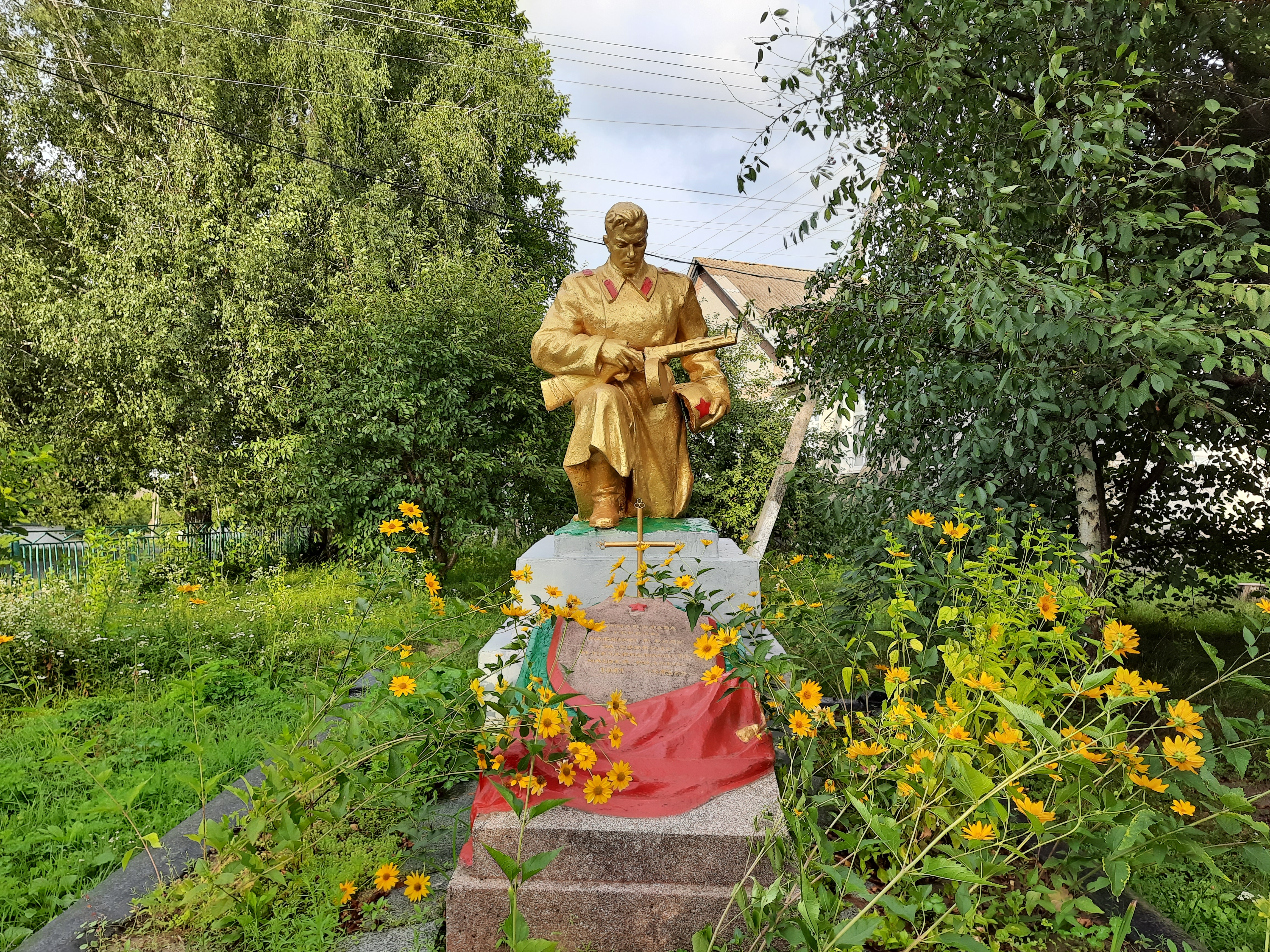
Братська могила радянських воїнів
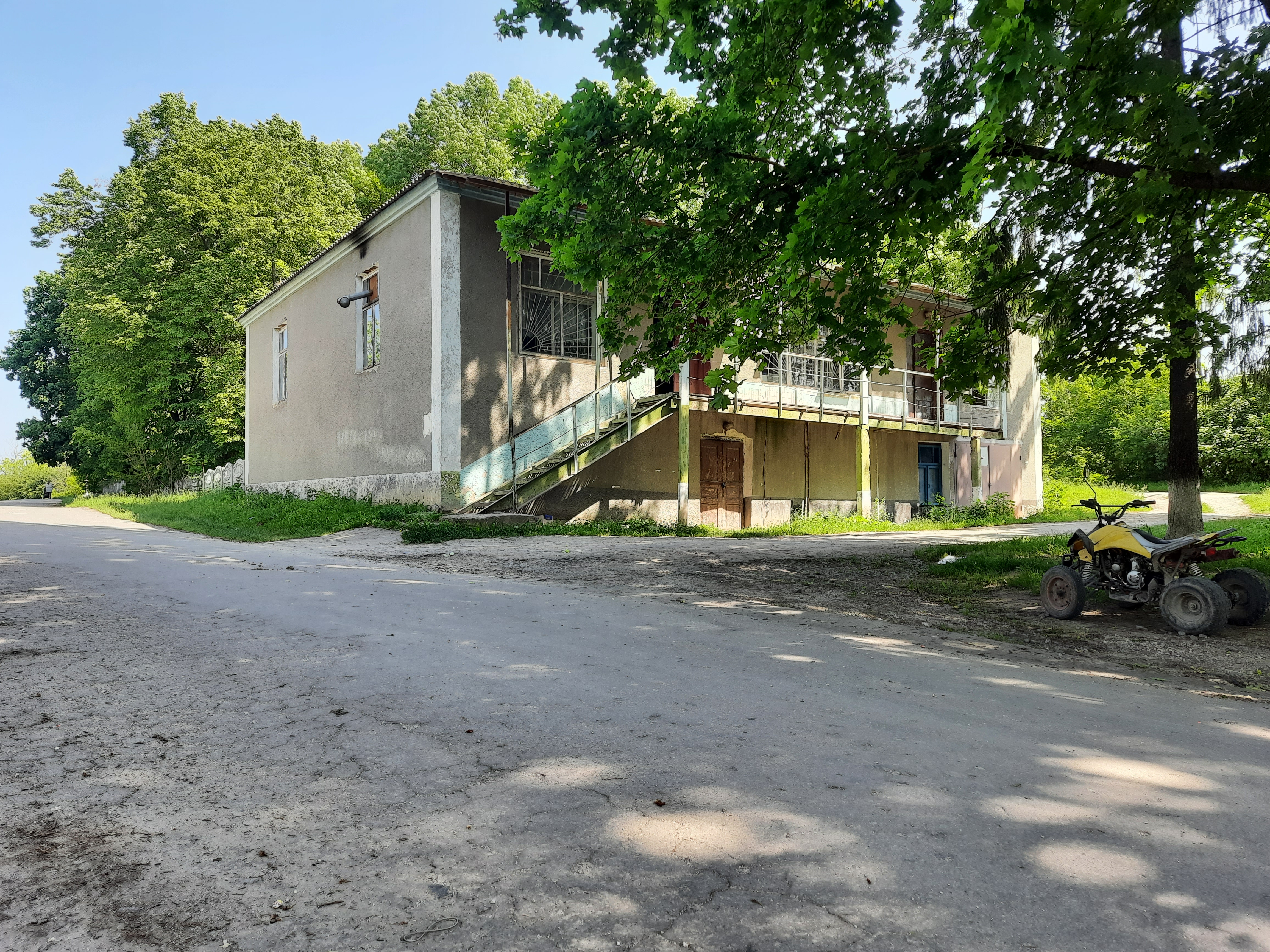
Крамниця